# Stenanthemum stipulosum
Stenanthemum stipulosum är en brakvedsväxtart som beskrevs av B.L. Rye. Stenanthemum stipulosum ingår i släktet Stenanthemum och familjen brakvedsväxter. Inga underarter finns listade i Catalogue of Life.